# Александровачка жупа
Александровачка жупа, или само Жупа, је котлина смештена на подручју општине Александровац у Расинском управном округу у централној области Србије. Она се налази у удолини између великих планинских масива Копаоника и Јастребца, а са југа и севера је ограничена рекама Западна Мораве и Расине.

## Географија
Родопски планински систем захвата масиве: са југозапада Копаоника (2.017 м) и његовог огранка Нерађа (1.350 м), са запада Жељина (1.785 м) и Равне планине (1.543 м) са севера планине Гоч (1.123 м) и његовог огранка Љуктена (1.219 м), те планине Лисац (1.065 м). Са источне стране котлину затварају огранци Јастребца (1.494 м).
Жупска котлина има површину од 160,43 км² и дужине је 14 км а ширине 11 км. Котлина је благо нагнута према крушевачкој котлини на источној страни. Такозвана Доња Жупа представља у ствари виногорје и чини једну трећину општине Александровац, која има укупну површину од 386,55 км². Остале две трећине припадају брдској и планинској области општине. То је Горња Жупа, која се простире од котлине преко побрђа све до планинске области у којој је 27 врхова изнад 1.000 метара надморске висине.
Најнижа кота Општина општине Александровац је 186 метара у речишту Пепељуше у источном делу, а највиша кота на Жељину на Рогавској чуки 1.784 м надморске висине. У планинском, делу, у долинама већих речних токова постоје неколике композитне долине, што је нарочито карактеристично за горњи ток реке Расине, где се из Митровог Поља под Жељином и Гочем, узаном клисуром улази у плешко поље а после теснаца на Скачку у равницу код Грчака, према Будиловини и Милентији.

### Хидрографија
Жупска котлина, сва нагнута према североистоку, издељена је на три мање издужене котлине дуж токова Пепељуше, Кожетинске и Дреначке реке. Већи речни токови у општини Александровац су Расина, Вратарица, Кожетинска и Дреначка река, чије воде теку према Западној Морави. Расина извире на Жељину и тече према истоку док Јошаничка река тече према западу и улива се у Ибар код Биљановца, испод Јошаничке Бање.

### Клима
Клима Александровачке жупе, као резултат орографских и хидрографских одлика, припада типу умереноконтиненталне климе са неким одликама средоземне климе. Зиме су благе са мало снега. Ретке су екстремно ниске температуре, што је одувек посебно погодовало гајењу винове лозе. Најкишнији период је од априла до средине јуна, када су падавине најпотребније, посебно виновој лози. Ветрови су ретки, углавном дува северозападни ветар, али је претежан број дана у години без ветрова. Појам „жупна клима“ са свим благодетима које пружа је типичан за ово поднебље. Примера ради, у Жупи успевају и медитеранске културе питомог кестена, бадема и смокви, на отвореном простору.

## Виноградарство
Винородна Жупа, чији је центар Александровац, има изванредно повољан географски положај. Представља изразиту природну целину, добро је повезана природним везама са долинама Мораве, Ибра и Топлице. Испресецана је са долинама којих има три и то: Ракљанска, Кожетинска и Ражаничка, названих тако по потоцима који кроз њих протичу. Географски положај и климатски фактори су одлучујући чиниоци за развитак специфичног биљног и животињског света у Жупи. Жупа је класична земља српског виноградарства, винарства и воћарства.
Данас је грожђем засађено преко 2500 хектара обрадивих површина. На њима се најчешће гаје старе српске аутохтоне врсте прокупац и тамјаника. Још се гаје и жупски бојадисер, па смедеревка, совињон, семијон, жупљанка, неопланта, шардоне, италијански ризлинг.

## Историја
Први писани подаци о Жупи потичу са краја 12. века. Велики жупан Стеван Немања, оснивач српске државе, поклонио је манастиру Студеници више села у овом крају. У ктиторској повељи, 1196. године манастиру Студеници дата су следећа села: Поповац, Кожетин, Ракља, Велика Крушевица и подруми са обавезом да „приносе вино потребно манастиру“. Кнез Лазар имао је у Жупи своје подруме у пољани Крушевица. Жупу је 1904. године француски конзул Деко назвао српском Шампањом, поредивши је са том облашћу у Француској пре свега због климе. Окосницу развоја виноградарства и винарства од шездесетих година 20. века чинили су највећи произвођачи “Вино Жупа“ из Александровца, основана 1956. и “Рубин“ из Крушевца, основан 1955.

## Становништво
Александровац је, иако релативно мало урбано средиште (6228 становника по попису 2011. године), важно административно, економско и културно – просветно жариште са специфичном просторно – функционалном улогом која по свом утицају превазилази административне границе општине и протеже се на околни геопростор, делове територија суседних општина, а нарочито на подгорине Жељина, Копаоника и Гоча. Његове функције су карактеристичне и значајне за кореспондирање између изразито планинског простора у залеђу, на западу и југозападу, и североисточног и источног дела западноморавског функционалног правца, где су смештени Крушевац (58.745 становника), доминантно урбано жариште и административно средиште Расинског округа, и Трстеник (15.282 становника), главне просторне и развојне окоснице овог округа. Општина Александровац према попису из 2011. броји 26.522 становника у 8.789 домаћинстава.